# Karbowaniec
Karbowaniec (również karbowaneć, ukr. карбованець) – jednostka pieniężna Ukrainy w latach 1918–1920, 1942–1944 i 1992–1996.

## Historia
Historycznie, określeniem „karbowaneć” nieoficjalnie nazywano na terenie Ukrainy rosyjskiego rubla. W okresie Pierwszej Republiki (1917–1920) karbowaneć został oficjalną walutą nowego państwa, wkrótce zastąpiony przez hrywnę (hrywnia).
W ZSRR nazwa „karbowaniec” była używana oficjalnie jako ukraińskojęzyczny odpowiednik słowa „rubel” i widniała na radzieckich banknotach.

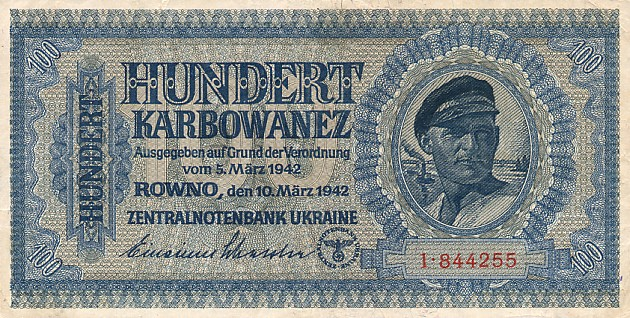
Awers banknotu o nominale 100 karbowańców emisji z dnia 5 marca 1942 roku Centralnego Banku Emisyjnego dla Ukrainy (Zentralnotenbank Ukraine)

W czasie okupacji niemieckiej (Reichskommissariat Ukraine, 1941–1945) Centralny Emisyjny Bank Ukrainy (Zentralnotenbank Ukraine) w stolicy Komisariatu Rzeszy Ukrainy Równem emitował banknoty o nazwie karbowanez (fonetyczny przekaz nazwy ukraińskiej w języku niemieckim). 10 karbowańców według oficjalnego kursu wymieniano na 1 reichsmarkę. W obiegu były nominały 1, 2, 5, 10, 20, 50, 100, 200, 500 karbowańców.
Po rozpadzie ZSRR, w 1992 roku Narodowy Bank Ukrainy wprowadził do obiegu banknoty (wydrukowane we Francji), nie będące w pełni walutą narodową, lecz zaopatrzone w nazwę „kupon”, czyli dosłownie jako „pokwitowanie na [XXX] karbowańców” (1–1000 karbowańców emisji 1991 i 1992 roku – tylko nazwa „karbowańców”; 5000–1 000 000 karbowańców emisji 1993, 1995 i 1996 roku – „ukraińskich karbowańców”). Powszechnie nazywano te banknoty „kuponami”, gdyż napis „kupon” był bardziej widoczny, niż „karbowaniec”, jednak oficjalna nazwa waluty krajowej była właśnie „karbowaneć”. Zwlekano z wprowadzeniem wydrukowanych i wytłoczonych już w 1992 roku i magazynowanych hrywien ze względu na niestabilność ekonomiczną i hiperinflację. Banknoty karbowańców 1991–1995 były wykonane na prymitywnym poziomie i prawie nie posiadały zabezpieczeń, łącznie z tym, że żaden banknot o nominale poniżej 100 karbowańców (czyli cała emisja 1991 roku) nie posiadał nawet unikatowego numeru bankowego. W ciągu czterech lat (1992–1996) w obiegu były banknoty o nominale 1, 3, 5, 10, 25, 50, 100, 200, 500, 1000, 5000, 10 000, 20 000, 50 000, 100 000, 200 000, 500 000, 1 000 000 karbowańców. W roku 1996, kiedy ministrem finansów był Wiktor Juszczenko, wprowadzono nową walutę, hrywnę, dokonując wymiany karbowańców na hrywnę w przeliczeniu 100000:1.

## Banknoty

### Emisja 1991
W 1991 r. wprowadzono banknoty o nominałach 1, 3, 5, 10 25, 50 i 100 karbowańców (Zwane również kuponami). Wszystkie banknoty z 1991 r. miały taką samą szatę graficzną. Banknoty nie posiadały numerów seryjnych. W 1992 r. wydano do obiegu banknoty o nominałach 100, 200, 500 i 1000 karbowańców, które już posiadały numery seryjne.
| Wygląd                    | Wygląd | Nominał | Wymiary     | Kolor | Opis   | Opis            | Daty  | Daty                    | Daty                    |
| Awers                     | Rewers | Nominał | Wymiary     | Kolor | Awers  | Rewers          | Druku | Wprowadzenia            | Wycofania               |
| ------------------------- | ------ | ------- | ----------- | --- | ------ | --------------- | ----- | ----------------------- | ----------------------- |
|                           |        | 1       | 105 x 54 mm | Brązowy                                                                                                  | Łybedź | Ławra Peczerska | 1991  | 10 stycznia 1992        | 1 października 1994     |
|                           |        | 3       | 105 x 54 mm | Zielony                                                                                                  | Łybedź | Ławra Peczerska | 1991  | 10 stycznia 1992        | 1 października 1994     |
|                           |        | 5       | 105 x 54 mm | Niebieski                                                                                                | Łybedź | Ławra Peczerska | 1991  | 10 stycznia 1992        | 1 października 1994     |
|                           |        | 10      | 105 x 54 mm | Różowy                                                                                                   | Łybedź | Ławra Peczerska | 1991  | 10 stycznia 1992        | 1 października 1994     |
|                           |        | 25      | 105 x 54 mm | Fioletowy                                                                                                | Łybedź | Ławra Peczerska | 1991  | 10 stycznia 1992        | 1 października 1994     |
|                           |        | 50      | 105 x 54 mm | Zielony                                                                                                  | Łybedź | Ławra Peczerska | 1991  | 10 stycznia 1992        | 1 października 1994     |
|                           |        | 100     | 105 x 54 mm | Brązowy                                                                                                  | Łybedź | Ławra Peczerska | 1991  | 10 stycznia 1992        | 14 marca 1994           |
| Nie wprowadzone do obiegu |        |         |             | |        |                 |       |                         |                         |
|                           |        | 250     | 105 x 54 mm | 8 odmian kolorów (czerwony, pomarańczowy, brązowy, oliwkowy, turkusowy, niebieski, niebieski, fioletowy) | Łybedź | Ławra Peczerska | 1991  | Nie były nigdy w obiegu | Nie były nigdy w obiegu |
|                           |        | 500     | 105 x 54 mm | 8 odmian kolorów (czerwony, pomarańczowy, brązowy, oliwkowy, turkusowy, niebieski, niebieski, fioletowy) | Łybedź | Ławra Peczerska | 1991  | Nie były nigdy w obiegu | Nie były nigdy w obiegu |

### Emisja 1992-1995
| Awers | Rewers | Nominał   | Rozmiar     | Kolor        | Opis awers                    | Opis rewers                                                       | Data Wprowadzenia   | Data Wycofania   |
| ----- | ------ | --------- | ----------- | ------------ | ----------------------------- | ----------------------------------------------------------------- | ------------------- | ---------------- |
|       |        | 100       | 105 x 54 mm | Pomarańczowy | Kij, Szczek i Choryw          | Ławra Peczerska                                                   | 25 maja 1992        | 15 maja 1995     |
|       |        | 200       | 105 x 54 mm | Brązowy      | Kij, Szczek i Choryw          | Ławra Peczerska                                                   | 22 czerwca 1992     | 15 maja 1995     |
|       |        | 500       | 105 x 54 mm | Niebieski    | Kij, Szczek i Choryw          | Ławra Peczerska                                                   | 22 czerwca 1992     | 1 września 1995  |
|       |        | 1000      | 105 x 54 mm | Fioletowy    | Kij, Szczek i Choryw          | Ławra Peczerska                                                   | 22 czerwca 1992     | 17 września 1996 |
|       |        | 2000      | 105 x 54 mm | Niebieski    | Kij, Szczek i Choryw          | Ławra Peczerska                                                   | 3 marca 1993        | 17 września 1996 |
|       |        | 5000      | 105 x 54 mm | Czerwony     | Kij, Szczek i Choryw          | Ławra Peczerska                                                   | 3 marca 1993        | 17 września 1996 |
|       |        | 5000      | 105 x 54 mm | Czerwony     | Kij, Szczek i Choryw          | Ławra Peczerska                                                   | 12 lutego 1995      | 17 września 1996 |
|       |        | 10 000    | 126 x 56 mm | Zielony      | Wzgórze Świętego Włodzimierza | Budynek Narodowego Banku Ukrainy                                  | 17 listopada 1993   | 17 września 1996 |
|       |        | 10 000    | 126 x 56 mm | Zielony      | Wzgórze Świętego Włodzimierza | Budynek Narodowego Banku Ukrainy                                  | 6 stycznia 1995     | 17 września 1996 |
|       |        | 10 000    | 126 x 56 mm | Zielony      | Wzgórze Świętego Włodzimierza | Budynek Narodowego Banku Ukrainy                                  | 29 stycznia 1996    | 17 września 1996 |
|       |        | 20 000    | 126 x 56 mm | Fioletowy    | Wzgórze Świętego Włodzimierza | Budynek Narodowego Banku Ukrainy                                  | 17 listopada 1993   | 17 września 1996 |
|       |        | 20 000    | 126 x 56 mm | Fioletowy    | Wzgórze Świętego Włodzimierza | Budynek Narodowego Banku Ukrainy                                  | 7 października 1994 | 17 września 1996 |
|       |        | 20 000    | 126 x 56 mm | Fioletowy    | Wzgórze Świętego Włodzimierza | Budynek Narodowego Banku Ukrainy                                  | 6 lutego 1995       | 17 września 1996 |
|       |        | 20 000    | 126 x 56 mm | Fioletowy    | Wzgórze Świętego Włodzimierza | Budynek Narodowego Banku Ukrainy                                  | 29 stycznia 1996    | 17 września 1996 |
|       |        | 50 000    | 126 x 56 mm | Brązowy      | Wzgórze Świętego Włodzimierza | Budynek Narodowego Banku Ukrainy                                  | 17 listopada 1993   | 17 września 1996 |
|       |        | 50 000    | 126 x 56 mm | Brązowy      | Wzgórze Świętego Włodzimierza | Budynek Narodowego Banku Ukrainy                                  | 7 października 1994 | 17 września 1996 |
|       |        | 50 000    | 126 x 56 mm | Brązowy      | Wzgórze Świętego Włodzimierza | Budynek Narodowego Banku Ukrainy                                  | 6 lutego 1995       | 17 września 1996 |
|       |        | 100 000   | 126 x 56 mm | Szary        | Wzgórze Świętego Włodzimierza | Budynek Narodowego Banku Ukrainy                                  | 17 listopada 1993   | 17 września 1996 |
|       |        | 100 000   | 126 x 56 mm | Szary        | Wzgórze Świętego Włodzimierza | Budynek Narodowego Banku Ukrainy                                  | 7 października 1994 | 17 września 1996 |
|       |        | 200 000   | 126 x 56 mm | Brązowy      | Wzgórze Świętego Włodzimierza | Opera Kijowska                                                    | 16 maja 1994        | 17 września 1996 |
|       |        | 500 000   | 126 x 56 mm | Niebieski    | Wzgórze Świętego Włodzimierza | Opera Kijowska                                                    | 9 grudnia 1994      | 17 września 1996 |
|       |        | 1 000 000 | 126 x 56 mm | Brązowy      | Taras Szewczenko              | Budynek Kijowskiego Uniwersytetu Narodowego im. Tarasa Szewczenki | 12 maja 1995        | 17 września 1996 |